# 陶拉·利姆尼奥斯舞蹈团
陶拉·利姆尼奥斯舞蹈团（cie. toula limnaios）是由希腊编舞家陶拉·利姆尼奥斯（Toula Limnaios）及德国作曲家拉尔夫·日·奥勒茨（Ralf R. Ollertz）于1996年在布鲁塞尔建立的德国柏林现代舞团。

## 概述
陶拉·利姆尼奥斯舞蹈团由编舞舞蹈家陶拉·利姆尼奥斯与作曲家拉尔夫·日·奥勒茨于1996年在布鲁塞尔创办。1997年舞团结束了在布鲁塞尔拉拉剧院(L‘L Theater)艺术家居留后，舞团总部搬到柏林。自此，它的舞蹈班底一直不断扩大。
2001年陶拉·利姆尼奥斯舞团得到了新舞蹈会奖（Meeting Neuer Tanz）。两年以后，它成立了柏林礼堂舞台（HALLE TANZBÜHNE BERLIN）－舞团独立的演出场所。不久，柏林礼堂舞台成为国际知名的舞蹈艺术创作机构。2004年，它的贝克特舞蹈三部曲《一口气》（atemzug）被德国电视二台与法德艺术电视台（ZDF/arte）拍成舞蹈电影.由于舞团的杰出艺术成就，从2005年起就得到柏林文化参议院的赞助。2008到2010年，陶拉·利姆尼奥斯舞团更是被德国演出艺术基金(Fonds Darstellende Künste)评为独立舞蹈戏剧的杰出舞团。
陶拉·利姆尼奥斯舞蹈团与布雷根茨音乐节(Bregenzer Festspiele)成功合作.于2008年首演了布雷根茨音乐节委托的舞蹈作品《阅读托斯卡》（reading tosca)。从2009年到2010年，它与塞内加尔热奈·毕舞蹈团（Jant Bi Dance Company）紧密合作。
如今这个舞团的全部剧目包括三十三个舞蹈作品，并在持续创作中。
从2005年起，陶拉·利姆尼奥斯舞蹈团成为歌德学院和德国外交部的舞蹈大使。它在全世界许多地方代表德国舞蹈艺术演出，诸如，非洲，比利时，巴西，德国，立陶宛，拉脱维亚，丹麦，厄瓜多尔，法国，爱尔兰，西班牙，意大利，奥地利，波兰，委内瑞拉等。
2011年，陶拉·利姆尼奥斯舞蹈团诞生15周年。并于次年获得业内极富盛名的格奥尔格·塔博里奖。

## 运作体系
陶拉·利姆尼奥斯舞蹈团不是为了某项目暂时聚集的舞团,而是与舞者建立长期雇佣关系的固定编制。它的运作以制作长远规划，全年规律的工作时间，每年创作新剧目为特征。这是为了保证艺术成就与持续发展的必要前提。
每年舞团都上演两场新舞蹈剧。从2006年起，它不但制创复调合演演出，而且制创私密的室内表演和实验舞蹈作品。自此舞团彻底与别的舞团区别开来。
因为它的舞者都是全职工作，陶拉·利姆尼奥斯舞团可以经常上演自己的早期作品。除了“萨莎·华尔兹与客人”舞团（Sasha Waltz and Guests）以外,柏林舞蹈团中能做到这点的绝无仅有。
陶拉·利姆尼奥斯舞蹈团是德国最成功的舞蹈团之一。由于有效的工作结构与国际合作，它对舞蹈艺术的发展与推广起到了重要作用。